# Obélisque de Marie-Antoinette
Quatre bornes indicatrices
L'obélisque de Marie-Antoinette, parfois désigné pyramide de Fontainebleau ou simplement la Pyramide, est un obélisque situé à Fontainebleau, en France. Érigé en 1786 au centre de la place de l'Obélisque, il fait partie avec son terre-plein du domaine national du château de Fontainebleau. C'est une réduction de l'obélisque sur la place Saint-Pierre au Vatican. Les quatre bornes routières, disposées à ses côtés et qui ont été plusieurs fois déplacées, sont inscrites aux monuments historiques depuis 1949.

## Situation et accès
L'ensemble architectural comprenant l'obélisque et les bornes indicatrices est situé au carrefour de l'Obélisque, au sud-sud-ouest de la ville de Fontainebleau, à la lisière de la forêt, et plus largement au sud-ouest du département de Seine-et-Marne. Un repère de nivellement placé sur le socle à 24 centimètres au-dessus du sol fait état d'une altitude de 75,230 mètres.

## Historique

### Fondation
L'obélisque est situé à l'emplacement de l'ancienne croix Saint-Jacques, dont l'existence est encore mentionnée en 1764. La reine Marie-Antoinette avait pour habitude de se rendre à cet endroit de la forêt quand la cour royale venait pour les périodes de chasse en automne. Une légende prétend alors que l'obélisque est une offrande à Marie-Antoinette par les Bellifontains, tandis que son origine provient en réalité des crédits de travaux du château réalisés en 1785.
En 1785, André de Cheyssac, grand-maître des Eaux et Forêts du Languedoc, fait ériger l'obélisque par l'architecte Rousseau, qui en fait les dessins, à l'intersection des routes de Nemours, Morêt, Bourron et Ury.

### Symbole de pouvoir
En 1789, les inscriptions en bronze sur les quatre faces sont arrachées et leurs traces recouvertes d'une couche de plâtre. Les fleurs de lys des colonnes milliaires, symboles de l'Ancien Régime, sont retirées en 1793. En 1792, un bonnet phrygien en fer-blanc, symbole de « liberté » et de la Révolution, est positionné au sommet de l'obélisque. Celui-ci est ensuite remplacé par l'Aigle impérial sous Napoléon en 1805. Ce dernier embellit la place en régularisant par de nouvelles plantations. Des colonnes milliaires avec des inscriptions indicatives sont placées à l'entrée des quatre grandes routes du carrefour. L'aigle de drapeau au sommet de l'obélisque est finalement retiré sous l'ordre de Louis XVIII en 1814 (soit sous la Première Restauration).
En 1817, Maximilien Hurtault, architecte au château de Fontainebleau, restaure l'obélisque et les colonnes. Il place les bornes routières sur les côtés et des chaînes pour sa protection. Les inscriptions ne sont rétablies qu'en 1864 et sont presque disparues en 1912.

### Réaménagement du carrefour
Le carrefour de l'Obélisque est réaménagé en 2016 et un fossé est est creusé autour de l'obélisque. Les bornes indicatrices présentes au centre sont déplacées vers les intersections.

## Structure
L'obélisque se dresse sur un piédestal et s'élève à 21 mètres de hauteur. Chacune des quatre faces contient l'une des inscriptions suivantes en l'honneur de Marie-Antoinette et de ses enfants :
- « A MARIE ANTOINETTE D'AUTRICHE REINE DE FRANCE ET DE NAVARRE »
- « LOUIS JOSEPH DAUPHIN NE LE XII OCTOBRE MDCCLXXXI »
- « LOUIS CHARLES DUC DE NORMANDIE NE LE XXVII MARS MDCCLXXXV »
- « MARIE THERESE DE FRANCE MADAME NEE LE XXVIII DECEMBRE MDCCLXXVIII »

Il est à noter que Marie-Thérèse de France est née le 19 décembre 1778 et non le 28 décembre 1778. On peut supposer que le sculpteur chargé de la restauration se soit appuyé sur l'un des ouvrages de référence contenant cette erreur : par exemple, l'Histoire de France abrégée et chronologique de Pierre-Nicolas Chantreau ou bien le Nouvel Abrégé chronologique de l'histoire de France de Charles-Jean-François Hénault,.

## Statut patrimonial et juridique
Les quatre bornes indicatrices sur le carrefour de l'Obélisque font l'objet d'une inscription au titre des monuments historiques par arrêté du 14 septembre 1949, en tant que propriété de la commune.

## Galerie

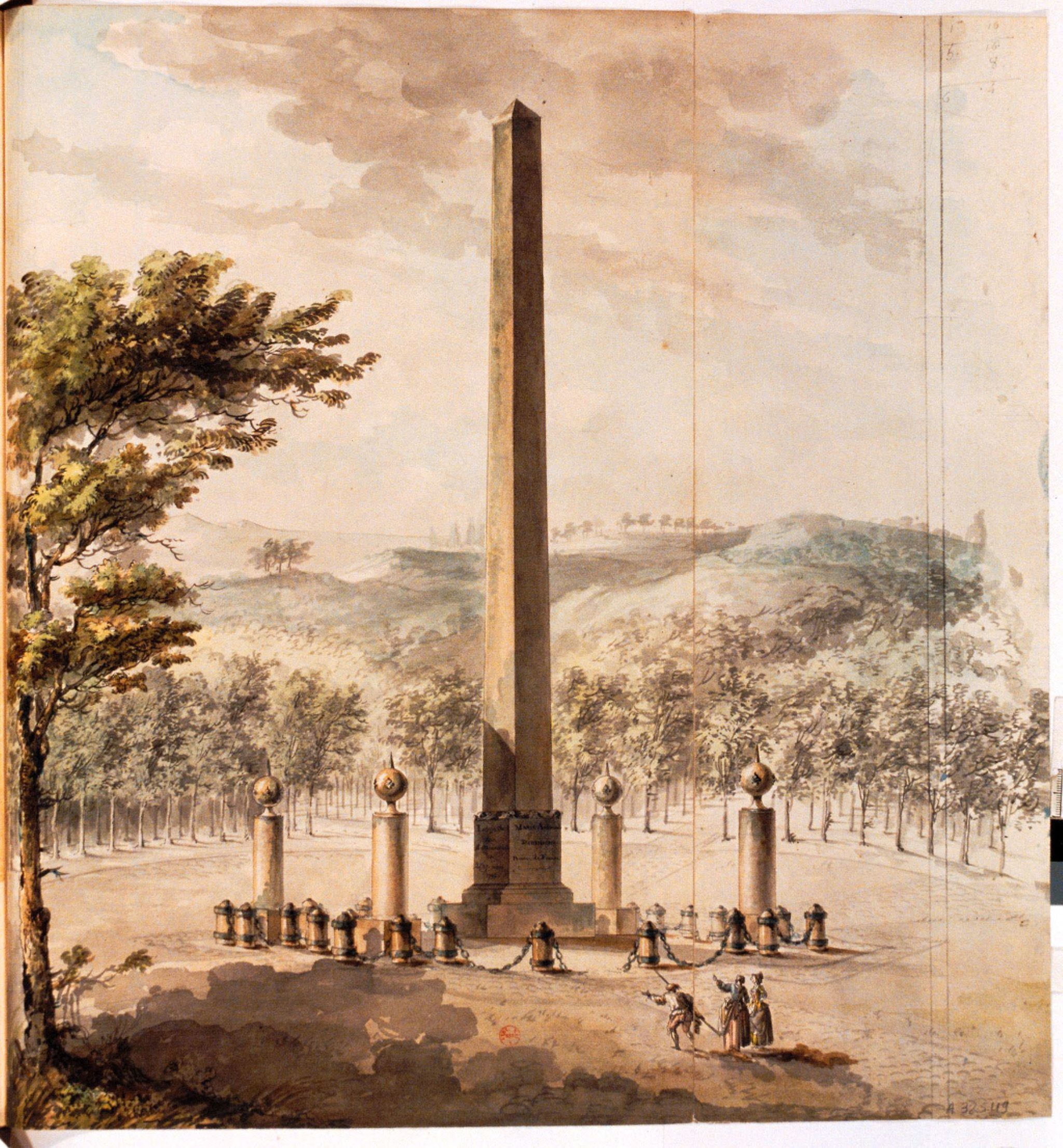
L'obélisque vers la fin du XVIIIe siècle.
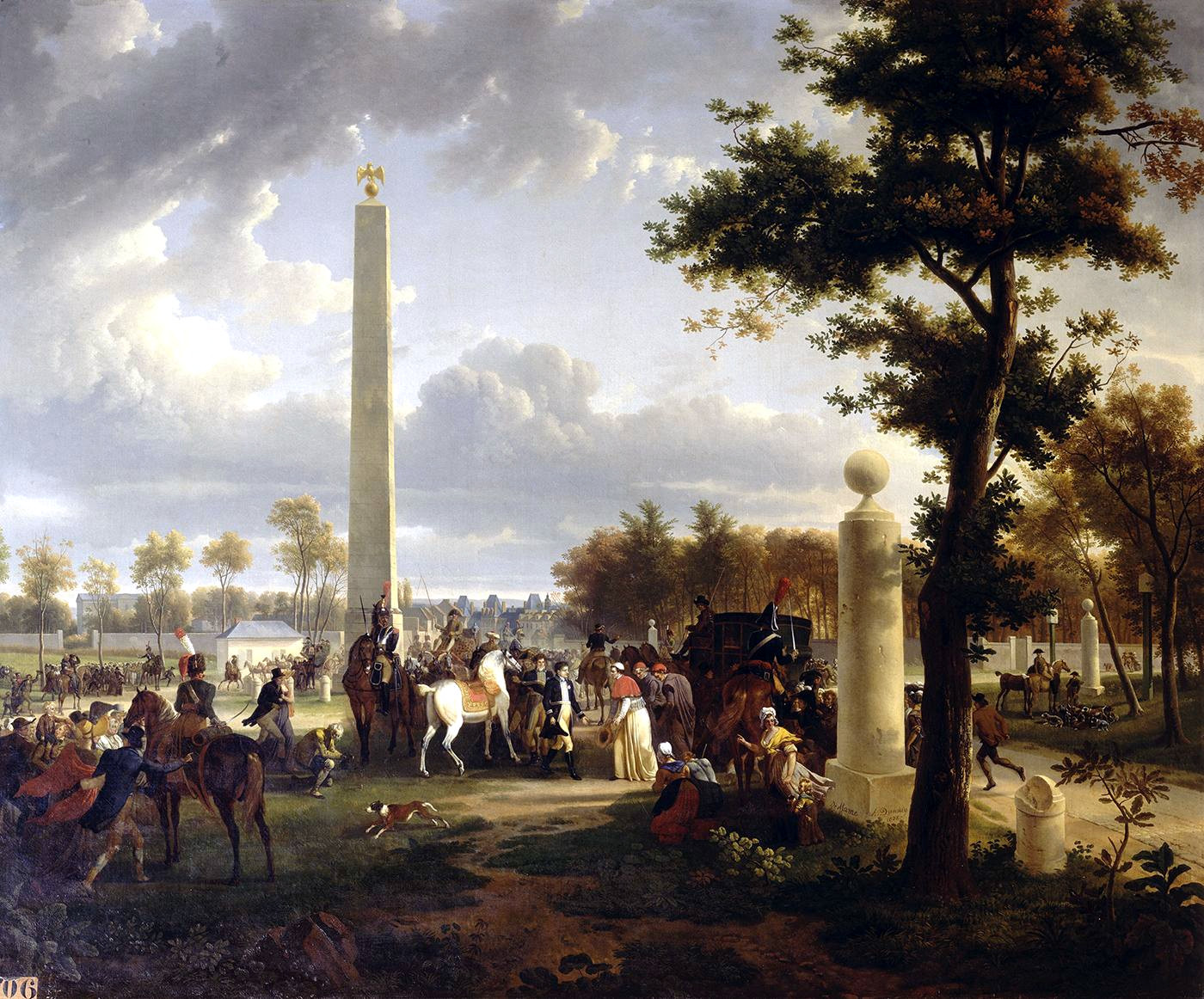
La rencontre entre Napoléon Ier et le pape Pie VII, le 25 novembre 1804. L'obélisque est alors surmonté d'un aigle de drapeau.
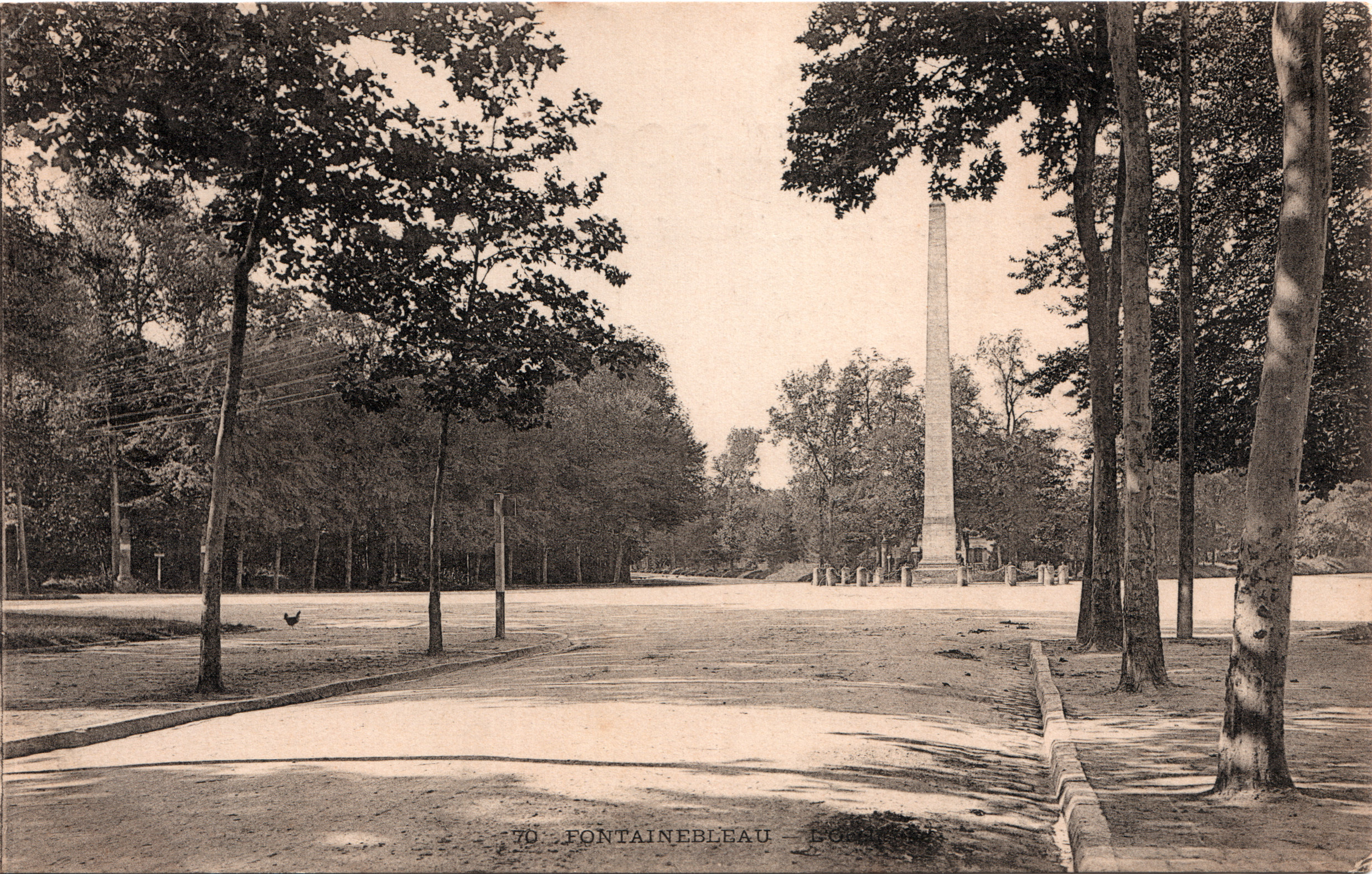
Le carrefour vers le début du XXe siècle.
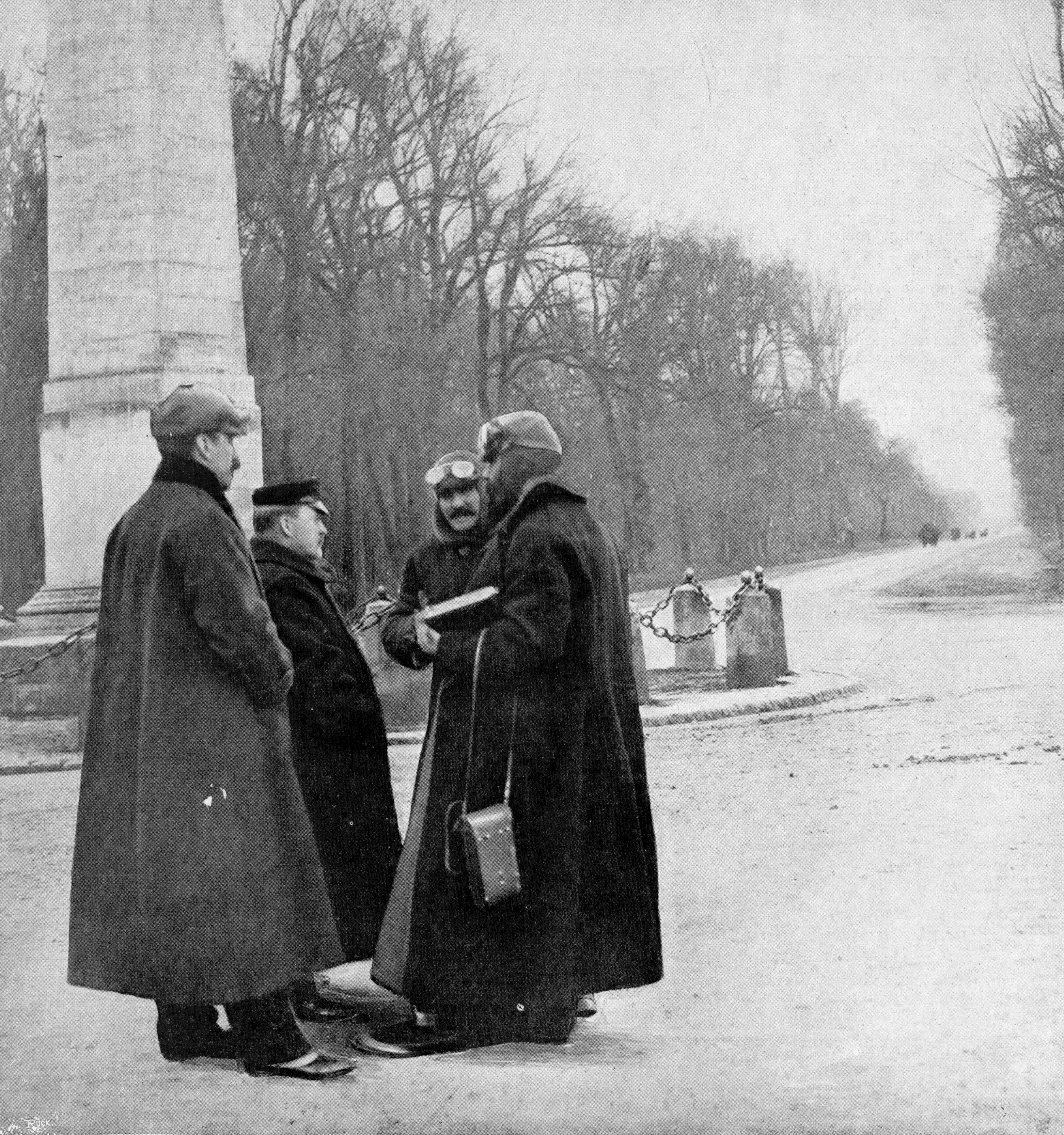
L'obélisque au deuxième plan et l'une des routes du carrefour, en décembre 1905, lors de l'examen du circuit de Fontainebleau par la commission sportive de l'Automobile Club de France. De gauche à droite, au premier plan : Adrien de Turckheim, Charles-Henri Brasier, Étienne Giraud, René de Knyff.
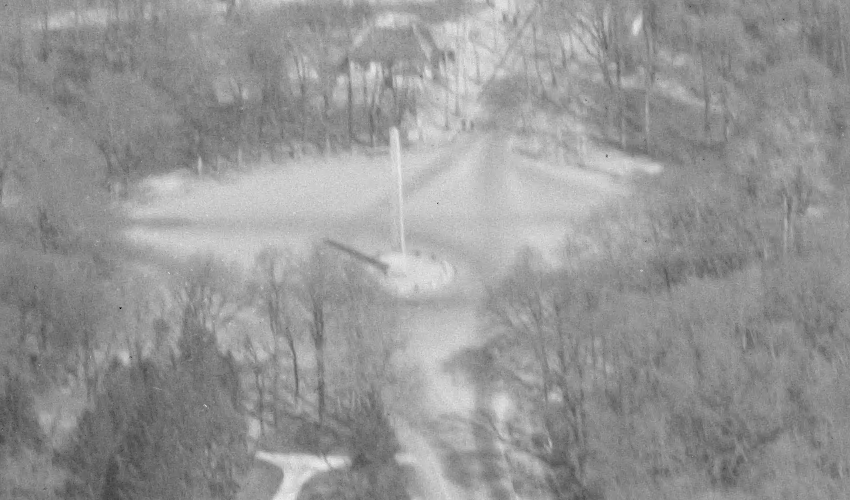
Vue aérienne du carrefour, en avril 1935.
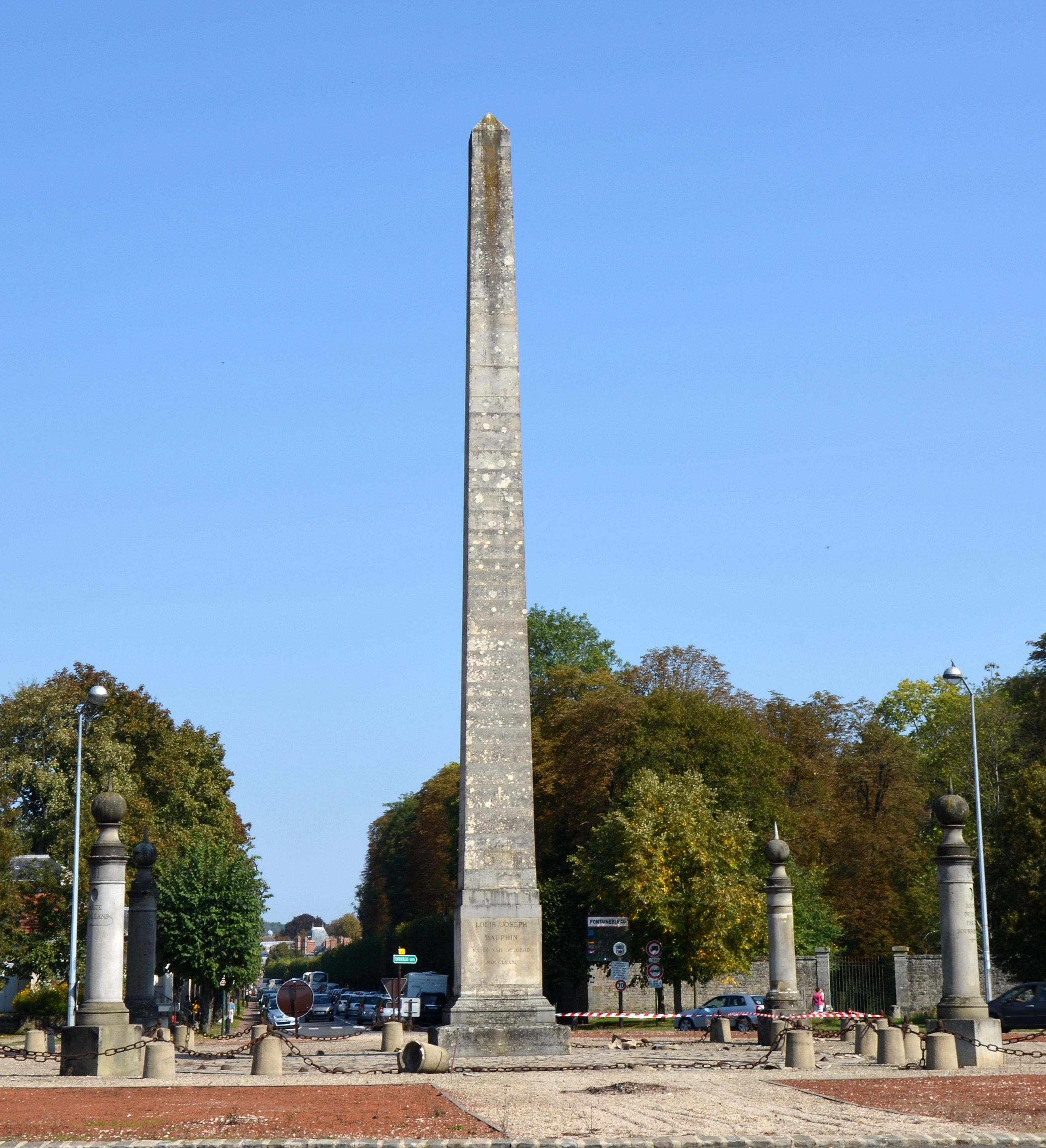
Les bornes indicatrices autour de l'obélisque avant 2016.